# Jean-Marc Spaans
Jean-Marc Spaans (Amsterdam, 8 juli 1967) is een Nederlands beeldend kunstenaar, werkzaam als fotograaf, installatiekunstenaar, collagist, beeldhouwer, en lichtkunstenaar. Hij is bekend van zijn fotografie, waarin hij met tijdopname schildering met licht weergeeft.

## Levensloop
Jean-Marc Spaans is geboren en getogen in Amsterdam. Als kunstenaar is hij autodidact, die in 1989 begon fotowerk en installaties te vervaardigen. Hij werkt hierbij met neonverlichting, die hij in zijn beginjaren eigenhandig uit slooppanden verwijderde. In een verduisterde ruimte voerde hij zelf bewegingen uit met gekleurde neonbalken, die hij met tijdopname secondelang opnam. Dit resulteerde in het voor hem karakteristieke fotowerk van de schildering met licht.
In 1992 had Spaans zijn eerst expositie bij galerie Brutto Gusto van Geer Pouls, en hetzelfde jaar kwam hij bij de stal van Galerie Delta. Galerie Delta vertegenwoordigde hem de jaren erop in de KunstHAL (1993), bij Art Frankfurt (1993), de KunstRAI in Amsterdam (1994) en Art Cologne (1994), waarmee hij nationaal en internationaal doorbrak en een doorlopende reeks exposities volgde. 
Zijn werk is beschouwd als "exemplarisch is voor de 'experimentele mentaliteit' van collega's die 'vluchtige' media gebruiken zoals film, video en licht." Het werk is opgenomen in vele collecties, waaronder de Stadscollectie Museum Boijmans Van Beuningen, de Caldic Collectie, en collectie van het Stedelijk Museum Schiedam.
In 2008 nam Spaans mee aan de overzichtsexpositie "Glow in photography" bij Galerie Pennings in Eindhoven, de oudste fotogalerie van Nederland. De expositie was georganiseerd door de Stichting Fotosz.nl, die de autonome fotografie in Zuid-Nederland wil stimuleren. In de expositie waren ook werk te zien van Maike Amman, Eveline van Duyl, Klaartje Esche en Wiesje Peels, Philip Provily, en Hans Wilschut. Ze hebben met elkaar gemeen, dat ze "een zwiep aan de werkelijkheid [geven], of dat nu een wegwijzerbord is of een smidse: dankzij het licht wordt er steevast een andere realiteit geserveerd."

## Werk

### Exposities, een selectie
- 1992. Kunstenaarsportretten, Galerie Delta.
- 1994. Objecten van Ron van der Ende en fotowerken van Jean-Marie Spaans. Galerie Wansink, Roermond.[1]
- 1995. Expositie Stroomopwaarts,, Hal Holland Amerika Lijn, Rotterdam.[4]
- 1999. Galerie Rob Jurka, Amsterdam / Galerie Delta, Rotterdam.[7]
- 2000. 40 jaar Nouvelles Images, Part I, II en III. Galerie Nouvelles Images, Den Haag.[8]
- 2000. Redefining Space, Gallery Niklas Von Bartha, Londen.
- 2000. Fiac, La Serre, Barbara Farber, Parijs.
- 2003. Wensdromen en toekomstvisioenen in de hedendaagse kunst, Museum Boijmans Van Beuningen, Rotterdam.[9]
- 2007. Traces of Light, traces of nature, Brutto Gusto, Berlijn.[10]
- 2008. Glow in Photography. Galerie Pennings, Eindhoven.[5][6]

### Publicaties
- Jean-Marc Spaans, Traces of Light, Publisher, Episode, 2007.